# Іво Русев
Іво Русев (болг. Иво Русев; нар. 14 червня 1962) — болгарський спортсмен, академічний веслувальник, призер Олімпійських ігор.

## Спортивна кар'єра
1979 року Іво Русев взяв участь в змаганнях одиночок на молодіжному чемпіонаті світу і зайняв дванадцяте місце, а наступного року у віці 18 років дебютував у складі національної команди.
На Олімпійських іграх 1980 в Москві, за відсутності на Олімпіаді через бойкот ряду команд західних та ісламських країн, Іво Русев разом з Мінчо Ніколовим, Любомиром Петровим і Богданом Добревим став бронзовим призером у змаганнях четвірок парних.
Після московської Олімпіади на молодіжному чемпіонаті світу 1980 року Русев був п'ятим у складі двійки парних. 1981 року Русев у складі четвірки парних на чемпіонаті світу був дванадцятим, 1982 року — сьомим, а 1983 року — одинадцятим, після чого завершив спортивну кар'єру.